# لويد ودارد
لويد ودارد (بالإنجليزية: Lloyd Woodard) هو فنان قتال مختلط أمريكي، ولد في 12 نوفمبر 1984 في واشنطن في الولايات المتحدة.

## وصلات خارجية
- لويد ودارد على موقع بيلاتور (الإنجليزية)
- لويد ودارد على موقع شيردوغ (الإنجليزية)
- لويد ودارد على موقع IMDb (الإنجليزية)